# Jaded (canción de Miley Cyrus)
«Jaded» —en español: «Harto»— es una canción de la cantante y compositora estadounidense Miley Cyrus. Fue lanzada el 17 de abril de 2023 a través de Columbia Records como el tercer sencillo del octavo álbum de estudio de Cyrus, Endless Summer Vacation (2023). Fue escrita por la cantante y Sarah Aarons junto con el productor de la canción Greg Kurstin.

## Video musical
El video musical de «Jaded» fue dirigido por Jacob Bixenman y Brendan Walter. Cyrus compartió un adelanto del video el 15 de mayo de 2023 y fue estrenado por completo al día siguiente.
En el video musical, Cyrus se muestra bronceada en diferentes escenas en una cama estando en topless y con un pantalón de mezclilla azul, en un pasillo con fondo de madera y en una piscina usando un bodysuit dorado, así como también en la piscina usa un bikini negro con diseño brillante y también otro bodysuit negro con aberturas. Se especuló que Cyrus parodia sus antiguos videos «Adore You», «Malibu» y «Slide Away», razón por la cual ella durante el video se ríe y se muestra cómica y desinteresada en la letra.

## Presentación en vivo
Cyrus interpretó «Jaded» en vivo por primera vez para el evento Miley Cyrus – Endless Summer Vacation (Backyard Sessions), que se estrenó en Disney+ el 10 de marzo de 2023.

## Premios y nominaciones
| Organización           | Año  | Categoría                          | Resultado | Ref.  |
| ---------------------- | ---- | ---------------------------------- | --------- | ----- |
| ASCAP Pop Music Awards | 2024 | Compositores y editores ganadores  | Ganadora  | [ 6 ] |
| BMI Pop Awards         | 2024 | Canciones más reproducidas del año | Ganadora  | [ 7 ] |

## Créditos y personal
Créditos adaptados de Tidal, Pitchfork y las notas de Endless Summer Vacation.

### Grabación
- Grabado en No Expectations Studios, Los Ángeles.
- Mezclado en Windmill Lane Studios, Dublín.
- Masterizado en Sterling Sound, Edgewater.

### Personal
- Sarah Aarons – composición
- Julian Burg – ingeniería
- Miley Cyrus – voz, composición, producción ejecutiva
- Greg Kurstin – composición, producción, ingeniería, guitarra acústica, guitarra eléctrica , bajo, batería, teclados, sintetizador, percusión
- Joe LaPorta – ingeniería de masterización
- Mark "Spike" Stent – ingeniería de mezclado
- Matt Tuggle – ingeniería
- Matt Wolach – asistente de ingeniería

## Posicionamiento en listas
| País (Lista 2023)                       | Mejor posición | Ref    |
| --------------------------------------- | -------------- | ------ |
| Australia (ARIA)                        | 75             | [ 11 ] |
| Bélgica (Ultratop 50 Valonia)           | 19             | [ 12 ] |
| Canadá (Canadian Hot 100)               | 30             | [ 13 ] |
| Canadá (AC)                             | 14             | [ 14 ] |
| Canadá (CHR/Top 40)                     | 4              | [ 15 ] |
| Canadá (Hot AC)                         | 16             | [ 16 ] |
| CEI (TopHit)                            | 134            | [ 17 ] |
| Croacia (HRT)                           | 9              | [ 18 ] |
| Eslovaquia (Rádio – Top 100)            | 29             | [ 19 ] |
| Estados Unidos (Billboard Hot 100)      | 56             | [ 20 ] |
| Estados Unidos (Adult Contemporary)     | 20             | [ 21 ] |
| Estados Unidos (Adult Pop Airplay)      | 10             | [ 22 ] |
| Estados Unidos (Dance/Mix Show Airplay) | 30             | [ 23 ] |
| Estados Unidos (Pop Airplay)            | 14             | [ 24 ] |
| Francia (SNEP)                          | 198            | [ 25 ] |
| Global 200 (Billboard)                  | 44             | [ 26 ] |
| Global Excl. U.S. (Billboard)           | 79             | [ 27 ] |
| Hungría (Rádiós Top 40)                 | 33             | [ 28 ] |
| Irlanda (IRMA)                          | 21             | [ 29 ] |
| Islandia (Plötutíðindi)                 | 30             | [ 30 ] |
| Nueva Zelanda Hot Singles (RMNZ)        | 2              | [ 31 ] |
| Polonia (Polish Airplay Top 100)        | 22             | [ 32 ] |
| Portugal (AFP)                          | 94             | [ 33 ] |
| Reino Unido (UK Singles Chart)          | 27             | [ 34 ] |
| República Checa (Rádio – Top 100)       | 26             | [ 35 ] |
| Suiza (Schweizer Hitparade)             | 70             | [ 36 ] |

| País (Lista 2023) | Mejor Posición | Ref    |
| ----------------- | -------------- | ------ |
| Paraguay (SGP)    | 75             | [ 37 ] |

| País (Lista 2023)                  | Mejor Posición | Ref    |
| ---------------------------------- | -------------- | ------ |
| Canadá (Canadian Hot 100)          | 52             | [ 38 ] |
| Estados Unidos (Adult Pop Airplay) | 29             | [ 39 ] |
| Estados Unidos (Pop Airplay)       | 39             | [ 40 ] |

## Certificaciones
| País (Organismo certificador) | Certificaciones | Ventas certificadas | Ref.   |
| ----------------------------- | --------------- | ------------------- | ------ |
| Brasil (Pro-Música Brasil)    | Platino         | 40 000              | [ 41 ] |
| Canadá (Music Canada)         | Oro             | 40 000              | [ 42 ] |
| Estados Unidos (RIAA)         | Oro             | 500 000             | [ 43 ] |
| Nueva Zelanda (RMNZ)          | Oro             | 15 000              | [ 44 ] |
| Polonia (ZPAV)                | Oro             | 25 000              | [ 45 ] |
| Reino Unido (BPI)             | Plata           | 200 000             | [ 46 ] |

## Historial de lanzamiento
| Región         | Fecha               | Formato                                                                               | Discográfica | Ref.   |
| -------------- | ------------------- | ------------------------------------------------------------------------------------- | ------------ | ------ |
| Estados Unidos | 17 de abril de 2023 | Adult contemporary radio hot adult contemporary radio modern adult contemporary radio | Columbia     | [ 47 ] |
| Estados Unidos | 18 de abril de 2023 | Contemporary hit radio                                                                | Columbia     | [ 48 ] |
| Italia         | 13 de julio de 2023 | Radio airplay                                                                         | Sony         | [ 49 ] |